# 2010年亞洲運動會拳擊比賽
2010年亞洲運動會拳擊比賽於11月16日至26日在佛山岭南明珠体育馆舉行，共產生13枚金牌，其中男子10枚，較上屆少一枚；新增三個女子項目，即女子54公斤級、60公斤級和75公斤級。
拳击项目分为4个回合，每个回合2分钟，回合间休息1分钟。

## 獎牌統計
| 排名 | 国家／地区    | 金牌 | 银牌 | 铜牌 | 總數 |
| ---- | ------------- | ---- | ---- | ---- | ---- |
| 1    | 中国（CHN）   | 5    | 3    | 2    | 10   |
| 2    | 印度（IND）   | 2    | 3    | 4    | 9    |
| 3    | （KAZ）       | 2    | 2    | 2    | 6    |
| 4    | （UZB）       | 1    | 2    | 2    | 5    |
| 5    | 泰国（THA）   | 1    | 1    | 2    | 4    |
| 6    | 菲律宾（PHI） | 1    | 1    | 1    | 3    |
| 7    | 叙利亚（SYR） | 1    | 0    | 1    | 2    |
| 8    | 蒙古（MGL）   | 0    | 1    | 1    | 2    |
| 9    | 伊朗（IRI）   | 0    | 0    | 3    | 3    |
| 10   | 日本（JPN）   | 0    | 0    | 2    | 2    |
| 10   | 朝鲜（PRK）   | 0    | 0    | 2    | 2    |
| 10   | 韩国（KOR）   | 0    | 0    | 2    | 2    |
| 13   | 尼泊尔（NEP） | 0    | 0    | 1    | 1    |
| 13   | （TJK）       | 0    | 0    | 1    | 1    |
| 總計 | 總計          | 13   | 13   | 26   | 52   |

## 各項成績

### 男子
| 項目         | 金牌                      | 银牌                         | 铜牌                                                     |
| 46-49公斤級  | 邹市明（中国）            | 比然·扎基波夫（）            | 安纳·伦龙（泰国） · 维多利奥·萨卢达尔三世（菲律宾）      |
| 52公斤級     | 雷伊·萨卢达尔（菲律宾）   | 常勇（中国）                 | 苏兰乔伊·辛格·马英格巴姆（印度） · 须佐胜明（日本）      |
| 56公斤級     | 沃拉坡·贝奇功（泰国）     | 张家玮（中国）               | 李明顺（朝鲜） · 维萨姆·萨拉马纳（叙利亚）               |
| 60公斤級     | 克里尚·维卡斯（印度）     | 胡青（中国）                 | 韩淳哲（韩国） · 胡尔希德·托吉巴耶夫（）                 |
| 64公斤級     | 达尼亚尔·叶列乌西诺夫（） | 桑托什·库马尔·维罗图（印度） | 桑贾尔别克·拉赫曼诺夫（） · 武迪猜·玛素（泰国）          |
| 69公斤級     | 谢里克·萨皮耶夫（）       | 乌克塔姆忠·拉赫蒙诺夫（）    | 麦麦提图尔孙琼（中国） · 扎尔嘎勒·奥特根扎尔嘎勒（蒙古） |
| 75公斤級     | 维金德尔·R（印度）        | 阿博斯·阿托耶夫（）          | 达纳别克·苏扎诺夫（） · 穆罕默德·萨塔普尔（伊朗）        |
| 81公斤級     | 叶利绍德·拉苏洛夫（）     | 迪内希·库马尔（印度）        | 迪帕克·马哈尔詹（尼泊尔） · 孟繁龙（中国）               |
| 91公斤級     | 穆罕默德·古桑（叙利亚）   | 曼普里特·辛格（印度）        | 阿里·马扎赫里（伊朗） · 贾洪·库尔博诺夫（）              |
| 91公斤以上级 | 张志磊（中国）            | 伊万·季奇科（）              | 鲁胡拉·侯赛尼（伊朗） · 帕拉姆吉特·萨莫塔（印度）        |

### 女子
| 項目        | 金牌           | 银牌                            | 铜牌                                   |
| 48-51公斤級 | 任灿灿（中国） | 安妮·阿尔瓦尼亚（菲律宾）       | 瑪麗·科姆（印度） · 新本亚也（日本）   |
| 57-60公斤級 | 董程（中国）   | 达沙玛利·通占（泰国）           | 赛义达·哈谢诺娃（） · 尹锦珠（朝鲜）   |
| 69-75公斤級 | 李金子（中国） | 额尔德尼索约勒·温德拉木（蒙古） | 成受娟（韩国） · 卡维塔·戈亚特（印度） |